# Wybory parlamentarne w Serbii w 2003 roku
Wybory parlamentarne w Serbii w 2003 roku odbyły się 28 grudnia. W wyniku wyborów wyłoniono 250 deputowanych do Zgromadzenia Narodowego Republiki Serbii (Skupsztiny). Próg wyborczy wynosił 5%.
Były to wybory przedterminowe. Rozpad koalicyjnej Demokratycznej Opozycji Serbii, która w 2000 odsunęła od władzy Slobodana Miloševicia, pozbawił większości parlamentarnej rząd Zorana Živkovicia z Partii Demokratycznej. Nowe wybory wygrała opozycyjna Serbska Partia Radykalna. Rząd stworzyły jednak Demokratyczna Partia Serbii, G17 Plus, Nowa Serbia i Serbski Ruch Odnowy z nieformalnym poparciem Socjalistycznej Partii Serbii. Gabinet nie przetrwał całej kadencji, kolejne przedterminowe wybory odbyły się w 2007.

## Wyniki wyborów
| Lista wyborcza                    | Głosy     | %     | Mandaty | +/– |
| --------------------------------- | --------- | ----- | ------- | --- |
| Serbska Partia Radykalna          | 1 056 256 | 27,62 | 82      | +59 |
| Demokratyczna Partia Serbii1      | 678 031   | 17,73 | 53      | +8  |
| Partia Demokratyczna2             | 481 249   | 12,58 | 37      | –25 |
| G17 Plus3                         | 438 422   | 11,46 | 34      | +34 |
| Serbski Ruch Odnowy i Nowa Serbia | 293 082   | 7,66  | 22      | +14 |
| Socjalistyczna Partia Serbii      | 291 341   | 7,62  | 22      | –15 |
| Razem na rzecz Tolerancji4        | 161 765   | 4,23  | 0       | –19 |
| Demokratyczna Alternatywa         | 84 463    | 2,21  | 0       | –6  |
| Na rzecz Jedności Narodowej5      | 68 537    | 1,79  | 0       | –10 |
| Otpor                             | 62 545    | 1,64  | 0       | 0   |
| Niezależna Serbia6                | 45 211    | 1,18  | 0       | –7  |
| Socjalistyczna Partia Ludowa      | 27 596    | 0,72  | 0       | 0   |
| Liberałowie Serbii                | 22 852    | 0,60  | 0       | –   |
| Reformiści                        | 19 464    | 0,51  | 0       | –4  |
| Obrona i Sprawiedliwość           | 18 423    | 0,48  | 0       | –9  |
| PSSD                              | 14 113    | 0,37  | 0       | –   |
| Partia Pracy Serbii               | 4666      | 0,12  | 0       | –   |
| Jugosłowiańska Lewica             | 3771      | 0,10  | 0       | –   |
| Związek Serbów Wojwodiny          | 3015      | 0,08  | 0       | –   |
| Głosy nieważne i puste            | 49 755    | –     | –       | –   |
| Razem                             | 3 824 557 | 100   | 250     | –   |
| Uprawnieni/frekwencja             | 6 511 450 | 58,7  | –       | –   |

Uwagi:
1 Demokratyczna Partia Serbii i koalicjanci (Ludowa Partia Demokratyczna, Serbska Partia Liberalna, Serbska Partia Demokratyczna).
2 Partia Demokratyczna i koalicjanci (Obywatelski Sojusz Serbii, Centrum Demokratyczne, Unia Socjaldemokratyczna, partie z Sandżaku).
3 W koalicji z Partią Socjaldemokratyczną.
4 Koalicja kilkunastu ugrupowań, w tym regionalnych oraz reprezentujących mniejszości narodowe i etniczne (m.in. Liga Socjaldemokratów Wojwodiny, Związek Węgrów Wojwodiny, Demokratyczna Partia Sandżaku, Demokratyczny Związek Chorwatów w Wojwodinie).
5 W tym Partia Jedności Serbskiej i Ludowa Partia Chłopska.
6 W tym Chrześcijańsko-Demokratyczna Partia Serbii.